# Treinsurfen

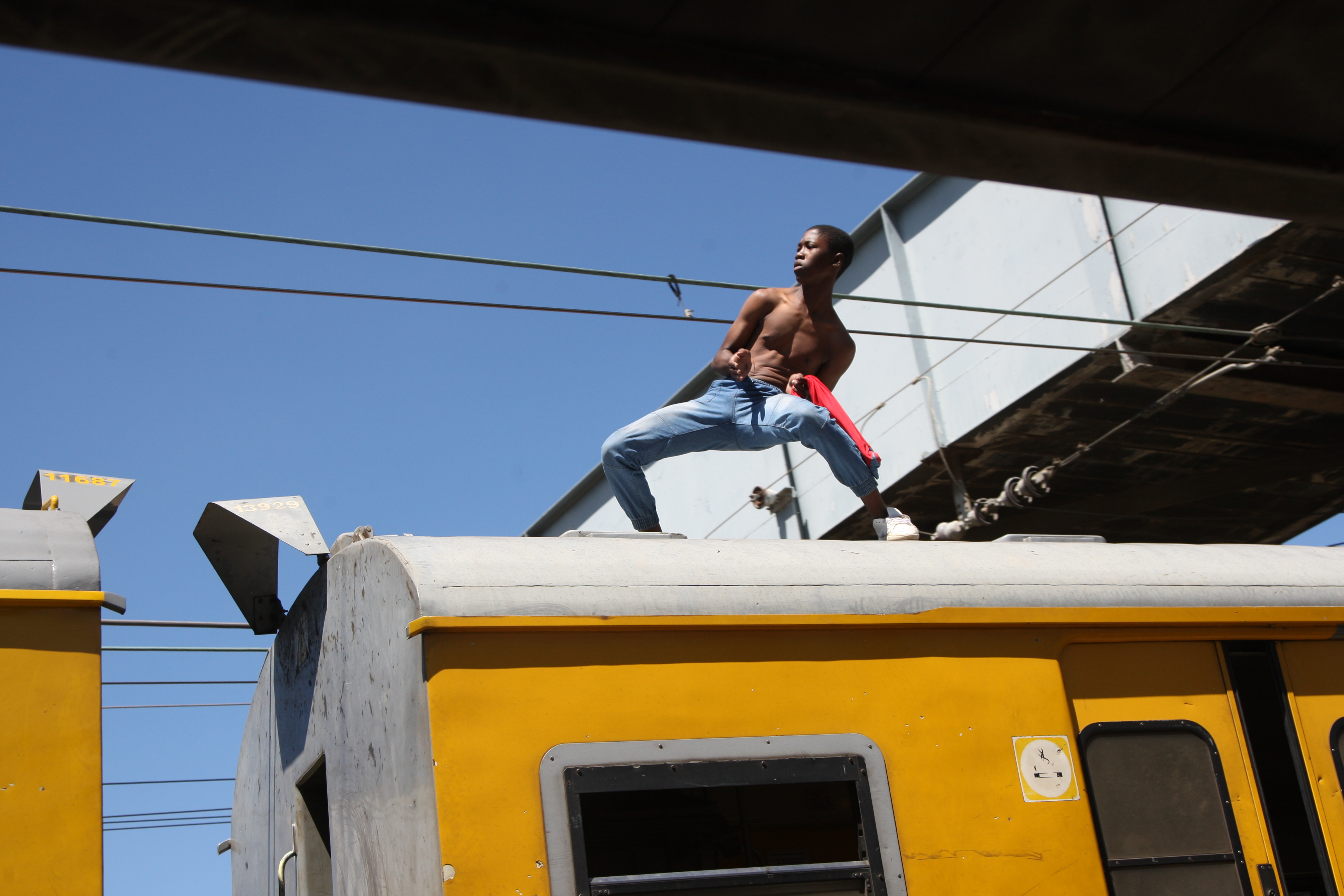
Treinsurfen in Soweto (Zuid-Afrika)

Treinsurfen is een gevaarlijke en meestal illegale activiteit waarbij het de bedoeling is om op het dak van een rijdende trein of metro te staan (te "surfen"), of aan de zij- of achterkant van de trein te hangen, en bovenleidingen en spoorwegseinen te ontwijken.
Het is een bezigheid die vooral rond de grote steden van Zuid-Afrika en Brazilië wordt beoefend, met name als treinen overvol zitten. Het verschijnsel duikt echter ook af en toe op in andere delen van de wereld. Het wordt dan vooral gedaan door tieners en twintigers, die zich hieraan wagen uit sensatiezucht en om de publieke aandacht te trekken. De treinsurfactie wordt dan vaak gefilmd en op internet gezet.
Als gevolg van treinsurfen vallen er geregeld zwaargewonden en doden.

## Incidenten
In 2010 raakte een 23-jarige treinsurfer uit Delft zwaargewond op Station Rotterdam Centraal.
In februari 2011 kwamen in Moskou twee 19-jarige studenten om het leven tijdens het surfen op de metro van de Filjovskaja-lijn. Een andere Russische treinsurfer kwam na zijn actie onder de trein terecht en verloor zijn linker been. In september 2014 overleed in Brisbane een 23-jarige treinsurfer toen bij bezig was tegelijk graffiti op de trein spuiten en van de trein af viel. Ook zijn er gevallen bekend van elektrocutie als gevolg van treinsurfen. In Melbourne kwam in juni 2014 een treinsurfer hierdoor om het leven toen de trein waar hij bovenop was geklommen het station Balaclava inreed.
In India werden in juni 2012 op één dag 153 treinsurfers tegelijk vervolgd.